# ريجنالد بيرس
ريجنالد بيرس (20 أبريل 1918 في أستراليا - 19 يونيو 1995) (بالإنجليزية: Reginald Pearce)‏ هو لاعب كريكت أسترالي.

## وصلات خارجية
- ريجنالد بيرس على موقع إي آس بي آن كريك إنفو (الإنجليزية)